# Belagerung von Orléans
Die Belagerung von Orléans durch die Engländer im Hundertjährigen Krieg begann am 7. Oktober 1428 und endete am 8. Mai 1429; sie gilt als Wendepunkt des Krieges. Der Sieg brachte den Übergang über die Loire wieder in französische Hand und öffnete dem französischen König Karl VII. den Weg zur Krönung in der Kathedrale von Reims.

## Vorgeschichte
Im Jahr 1428 rüstete der Herzog John von Bedford ein neues Heer, um den Krieg zu Ende zu bringen. Er hatte bereits im Vorjahr einen Streit zwischen seinem Bruder Humphrey und dem Herzog Philipp von Burgund beendet. Den Winter hatte er in
Paris verbracht und die englischen Herren und Barone aufgefordert, Truppen zu entsenden. So kam im Jahr 1428 Thomas Montagu, der Graf von Salisbury, mit sechstausend Mann nach Frankreich. Der Herzog von Bedford vermehrte dieses Heer um weitere viertausend Mann. Zu diesen stießen John Talbot, William de la Pole und andere mit ihren Truppen.
König Karl suchte indessen Unterstützung durch den schottischen König Jakob von Schottland zu erlangen. Er schloss mit diesem einen Vertrag, dass die schottische Prinzessin Margarethe, die mit seinem Sohn Ludwig verlobt war, ein Heer von sechstausend Schotten als Ausstattung erhalten sollte, um Karl zu unterstützen. Dem König von Schottland wurde als Gegenleistung die Provinz Saintonge, sowie die Abtretung der Grafschaft Évreux versprochen, sobald die Engländer aus Frankreich vertrieben wären. Dieser Vertrag wurde am 19. Juli 1428 geschlossen, als sich der Graf von Salisbury bereits mit einem fünfzehntausend Mann starken Heer in Richtung Orleans in Bewegung gesetzt hatte.
Der Graf von Salisbury eroberte zunächst eine Anzahl befestigter Orte und begann im Oktober mit der Belagerung von Orleans, wobei er selbst diese zu einem derart späten Zeitpunkt im Jahr ablehnte. Die Stadt besaß starke Befestigungsanlagen, und die Engländer waren im Gebrauch von schweren Geschützen noch unerfahren. Dies ließ eine langwierige Belagerung erwarten. Aus allen Teilen des Landes strömten französische Truppen und freiwillige Kämpfer herbei, um die Stadt Orleans zu verteidigen. Unter den Anführern dieser Truppen befanden sich neben Jean de Dunois, dem „Bastard von Orleans“, zahlreiche namhafte Fürsten des Landes. Es fehlte allerdings der König selbst, der sich lieber den Vergnügungen am Hofe in Bourges widmete.

## Geschichte

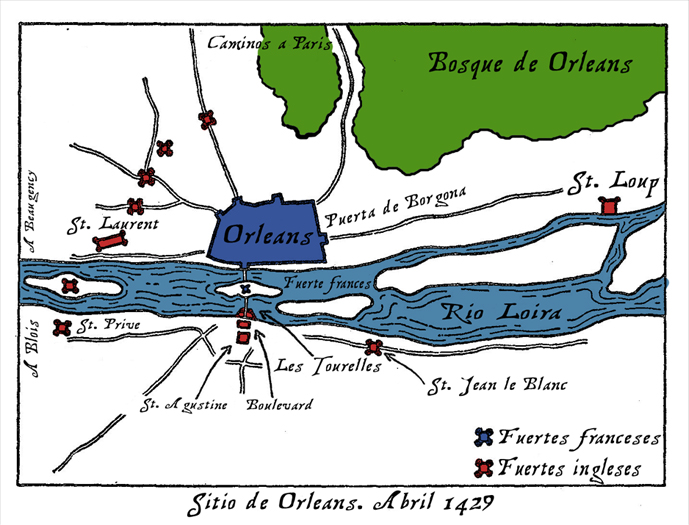
Belagerung von Orléans 1429 mit den Befestigungsanlagen

Seit dem 7. Oktober 1428 wurde die Stadt Orléans durch englische (und anfangs auch burgundische) Truppen belagert. Allerdings war es diesen nicht gelungen den Ring um die Stadt ganz zu schließen. Von Nordosten und Osten war es immer noch an einigen Stellen möglich nach Orléans zu gelangen. Allerdings waren größere Lebensmitteltransporte, die notwendig gewesen wären, um die große Stadt zu versorgen, kaum möglich.
Anfang des Jahres 1429 brach König Karl nach langem Zaudern endlich auf, um zum einen Verstärkung und zum anderen auch Proviant in die Stadt zu bringen. Auch die Belagerer litten ebenso wie die Belagerten an dem Mangel an Lebensmitteln. Als Karl mit seinen Truppen in die Nähe der Stadt gekommen war, erfuhr er, dass sich der englische General John Fastolf mit achtzehnhundert Mann auf den Weg von Paris nach Orleans befand, um den Belagerern Munition und Proviant zu liefern, der, wie es wegen der Fastenzeit üblich war, hauptsächlich aus gesalzenen und geräucherten Heringen bestand. Diesen Transport wollte er angreifen und entsandte seine besten Truppen, zu denen auch die Schotten zählten. Diese trafen am 12. Februar 1429 bei Rouvray auf die Truppen Fastolfs. Trotz ihrer zahlenmäßigen Überlegenheit verloren sie diese Schlacht.
Der König wollte, durch diese Niederlage entmutigt, die Loire verlassen und sich in die Provence zurückziehen. Die Königin hingegen zeigte mehr Patriotismus. Sie gab all ihre Kleinodien, ihr Gold und Silber sowie die Zierraten ihrer Kapelle, um den Kriegsleuten ihren Sold auszahlen zu können.
Am 29. April 1429 traf Jeanne d’Arc, aus Chinon kommend, in Begleitung ihrer Brüder Jean und Pierre sowie einiger anderer Männer in Orléans ein. Jeanne d’Arc fand anfangs wenig Anerkennung bei den in Orléans befindlichen französischen Kommandeuren, die nicht auf eine Frau hören wollten. Als lächerlich wurde ihr Bemühen abgetan, die Engländer mit Botschaften friedlich zum Abzug aus Orléans zu bewegen. Als es dazu kam, erntete Jeanne d’Arc den Spott der Engländer, die darüber hinaus auch noch die Herolde gefangen nahmen, obwohl dies dem damaligen Kriegsrecht widersprach.
Darauf kam es zu Angriffen auf die englischen Festungen. Der erste Angriff begann ungeplant, als kleines Geplänkel. Dabei waren der französische Ritter Étienne de Vignolles, der wegen seiner Wutausbrüche La Hire („der Zornige“) genannt wurde, und Jeanne d’Arc beteiligt. Jeanne d’Arc kämpfte zwar nicht in der ersten Reihe, da sie im Gegensatz zu den Rittern keine ausgebildete Kämpferin und außerdem von eher zierlicher Gestalt war; aber offenbar beteiligte sie sich an den Kampfhandlungen (entgegen den Behauptungen einiger Heiligenbücher).
Am 4. Mai wurde die einzige auf der Ostseite der Stadt gelegene englische Bastion Saint-Loup von den Franzosen eingenommen; dies war der erste französische Erfolg seit mehreren Monaten. Nach einer eintägigen Pause am Himmelfahrtstag wurden die Kämpfe am 6. Mai wieder aufgenommen, mit dem Ergebnis, dass die Engländer sich in die Festung Les Tourelles zurückzogen, wobei sie die anderen südlich der Loire gelegenen Festungen aufgaben. Am folgenden Tag, dem 7. Mai, gelang den Franzosen auch die Erstürmung der Tourelles. Jeanne d’Arc wurde dabei durch einen Pfeil verwundet. Beim Rückzug der Engländer aus der Festung brach die brennende Brücke unter dem englischen Kommandeur Glasdale zusammen. Unfähig, sich seiner Rüstung zu entledigen, ertrank er in der Loire. Die Belagerung war nun im Osten und Süden der Stadt aufgehoben. Am 8. Mai, einem Sonntag, standen sich die beiden Armeen noch für etwa eine Stunde kampfbereit gegenüber; keine Seite begann allerdings den Kampf – sei es aus taktischen oder religiösen Gründen (am Sonntag durfte eigentlich nicht gekämpft werden). Schließlich trat die englische Armee den Rückzug an; die Belagerung von Orléans war beendet.

## Zusammenfassung des Verlaufs der Schlacht
- Befehlshaber der Besatzung der Stadt Orleans war der Ritter Raoul de Gaucourt. Die Besatzung bestand lediglich aus 1200 Mann. Diese wurden durch die Bürger verstärkt, die sich freiwillig zum Kriegsdienst meldeten und die noch vor der Ankunft der Engländer die Vorstadt Portereau schleiften.
- Am 12. Oktober 1428 kam das englische Heer mit einer Truppenstärke von zehntausend Mann am linken Ufer der Loire an und schlug vor dem Fort Les Tourelles, gegenüber von Orleans, ein Lager auf, um die Franzosen vom linken Flussufer zu vertreiben. Nahe dem Kloster der Augustiner errichteten sie eine Schanze (Bastille), von der aus sie das französische Fort angriffen und am 21. Oktober vergeblich versuchten, es zu erstürmen.
- Die französische Besatzung verließ das Fort und setzte sich auf der abgebrochenen Steinbrücke fest.
- Marschall Jean de Boussac erreichte Orleans, wodurch die Besatzung auf 3000 Mann verstärkt wurde.
- Die Engländer errichteten weitere Schanzen, zwei unterhalb und zwei oberhalb der Brücke, und Graf Salisbury wurde am 3. November 1428 bei einer Rekognoszierung von einer Steinkugel getroffen und getötet. Den Oberbefehl erhielt an seiner Stelle William de la Pole. Er ließ Orleans auch auf dem rechten Ufer durch sieben große Bastillen einschließen und besetzte diese mit neuen Truppen.
- Da die Belagerer gleich bei ihrer Ankunft die Umgebung stark verwüstet hatten, litten sie zu Beginn des Jahres 1429 Mangel an Nachschub und Nahrung. Der Lebensmitteltransport aus Paris, der am 12. Februar bei Rouvray angegriffen wurde, erreichte das englische Lager.
- Die Besatzung der Stadt konnte hingegen durch Schiffe über die Loire versorgt werden.
- Im Frühjahr wurden die Schanzen des rechten Flussufers durch zusammenhängende Linien verbunden und der Ring um die Stadt geschlossen. Zudem verstärkten neue Truppen das englische Heer.
- Jeanne d’Arc führte ein starkes französisches Truppencorps fast ungehindert durch das englische Lager bis nach Orleans. Unter ihrer Führung machte die französische Besatzung einen Ausfall aus dem Burgunder-Tor und eroberte die Bastille St. Lour, die englische Besatzung wurde getötet. In den folgenden Tagen wurden weitere Bastillen eingenommen, darunter auch das Fort Les Tournelles, in dem sich ein Großteil der englischen Infanterie verschanzt hatte.
- Angesichts dieser rasch aufeinander folgenden Niederlagen beschloss der Kriegsrat im englischen Lager den sofortigen Rückzug und die Aufhebung der Belagerung von Orleans. Bei ihrem Rückzug ließen sie ein schweres Geschütz zurück.[2]